# Бюро Фельнер & Гельмер
Бюро Фельнер & Гельмер (нім. Büro Fellner & Helmer) — бюро архітекторів Фердинанда Фельнера (нім. Ferdinand Fellner d. J., 1847—1916) та Германа Гельмера (нім. Hermann Helmer, 1849—1919): Фельнер & Гельмер у Відні працювало у 1873—1919 рр. За проєктами бюро споруджено понад 200 будівель у Європі, зокрема 48 театральних. Бум театрального будівництва близько 1900 р. вимагав такої спеціалізації. Схожий відповідник існував також у Великій Британії: Бюро Френка Метчема. Велике значення мало бажання буржуазії мати власні сцени. До цього також додалися жорсткі вимоги щодо пожежної безпеки, що робили перебудови необхідними. Майже монопольне становище архітекторів в Австро-Угорській імперії було зумовлене тим, що об'єднання могло гарантувати високу якість при низьких витратах, швидкому виконанні, надійності, обчислюваності та професійності. Їхній стиль започаткував нову епоху в архітектурі 20 сторіччя, зробивши переворот у містобудуванні[джерело?]. Це був шлях від суворого італійського ренесансу через повторне відкриття бароко до модерну пізніх споруд. У цьому стилі ними були зведені не тільки театри, а також торговельні заклади, банки, палаци та готелі. У будівництві вони використовували найновіші відомі на той час методи.
У бюро в різний час працювала велика кількість архітекторів. Серед них Франц фон Краусс, Александер Граф, Йозеф Текль, Ернст фон Готтгільф, Рудольф Крауш. Вони керували спорудженням об'єктів на місцях, часто виконували проєкти архітектурних деталей і навіть великих фрагментів. Через це атрибуція значної кількості будівель ускладнена.
Незважаючи на численні війни і пожежі майже усі театри діють до сьогодні й послуговують культурному життю багатьох міст Європи.

## Театральні та концертні будівлі

Меморіальна дошка на будівлі Міського театру Чернівців

Ауґсбурґ: Міський театр (нім. Stadttheater), 1877. До сьогодні збереглися тільки основні частини зовнішніх стін.
Баден під Віднем:
- Міський театр нім. Stadttheater, «Ювілейний Міський Театр» нім. (Jubiläums-Stadttheater), 1909

Бельсько-Бяла:
- Польський Театр (як «Міський Театр», перебудова 1904—1905)

Берлін:
- Комічна опера (нім. Komische Oper), як «Театр під липами» (нім. «Theater Unter den Linden»), пізніше «Метрополь-Театр» (нім. «Metropol-Theater»), 1892; Зовнішнє будівництво зруйноване протягом 2-ї світової війни

Берндорф, (Нижня Австрія) нім. Berndorf (Niederösterreich):
- Міський театр (нім. Stadttheater), як Театр Кайзера Франца-Йозефа (нім. «Kaiser-Franz-Josef-Theater»), 1898

Братислава:
- «Словацький національний театр» (словац. Slovenské národné divadlo), як (нім. «Königliches Freistädtisches Theater»), 1886

Брно:
- Interimstheater (1871—1882)
- Mahenovo divadlo (як «Німецький міський Театр», 1882)

Будапешт:
- Népszínház (Народний театр, 1875, знесений 1965)
- Театр комедії (Vígszínház) (1896)
- Fövárosi Operett Szinház (як «Somossy-Orfeum», 1894)

Вараждин:
- «Міський Театр і Редут» (нім. "Stadttheater und Redoute"), 1871—1873; пізніше перебудовано

Відень:
- Міський Театр (нім. Stadttheater), 1872; 1884 знищений пожежею
- Etablissement Ronacher (1888, нова будівля міського театру)
- Народний Театр («нім. Volkstheater»), як Німецький народний Театр нім. "Deutsches Volkstheater", 1889
- Theater der Internationalen Musik- und Theaterausstellung (1892, знесений)
- Brand-Modell-Theater (1905 здудований для театральних цілей, знесений)
- Віденський Концертхаус (нім. Wiener Konzerthaus) та Академія з Академітеатром (нім. Akademietheater), 1913

Вісбаден:
- «Королівський Придворний Театр» (нім. Königliches Hoftheater), 1892/94 — сьогодні: Гессенський Державний Театр Вісбаден (Hessisches Staatstheater Wiesbaden)

Ґісен:
- «Міський Театр» (нім. Stadttheater), 1907

Ґрац:
- Будинок опери (як «Міський Театр», 1899; колонний портал знесений після 2 світової війни, фасад частково перероблено)

Дармштадт:
- Придворний Театр (нім. Hoftheater), реконструкція внутрішньої частини 1904; зруйновано протягом 2 світової війни

Загреб:
- Хорватський національний театр (хорв. Hrvatsko narodno kazalište, 1895)

Зальцбурґ:
- «Ландестеатр» (Landestheater), як «Міський Театр» (нім. "Stadttheater"), 1893

Карлові Вари:
- Divadlo V. Nezvala (як «Міський Театр», 1886)

Кечкемет:
- Katona József Színház (1896)

Клаґенфурт:
- Міський театр (нім. Stadttheater) (як «Ювілений театр кайзера Франца Йозефа І» (нім. "Kaiser-Franz-Josef I.-Jubiläumstheater"), 1910. План — копія театрів у Яблонці та Ґісені.

Клуж-Напока:
- Teatrul National (як «Nemzeti Színház», 1906)

Ліберець:
- Divadlo F. X. Saldy (як «Міський Театр», 1883)

Львів
- Нереалізований конкурсний проєкт українського театру на нинішній площі Шашкевича у Львові (1905).[1]

Млада-Болеслав:
- Mestské divadlo (1909)

Одеса:
- Театр опери та балету (1887)

Орадя:

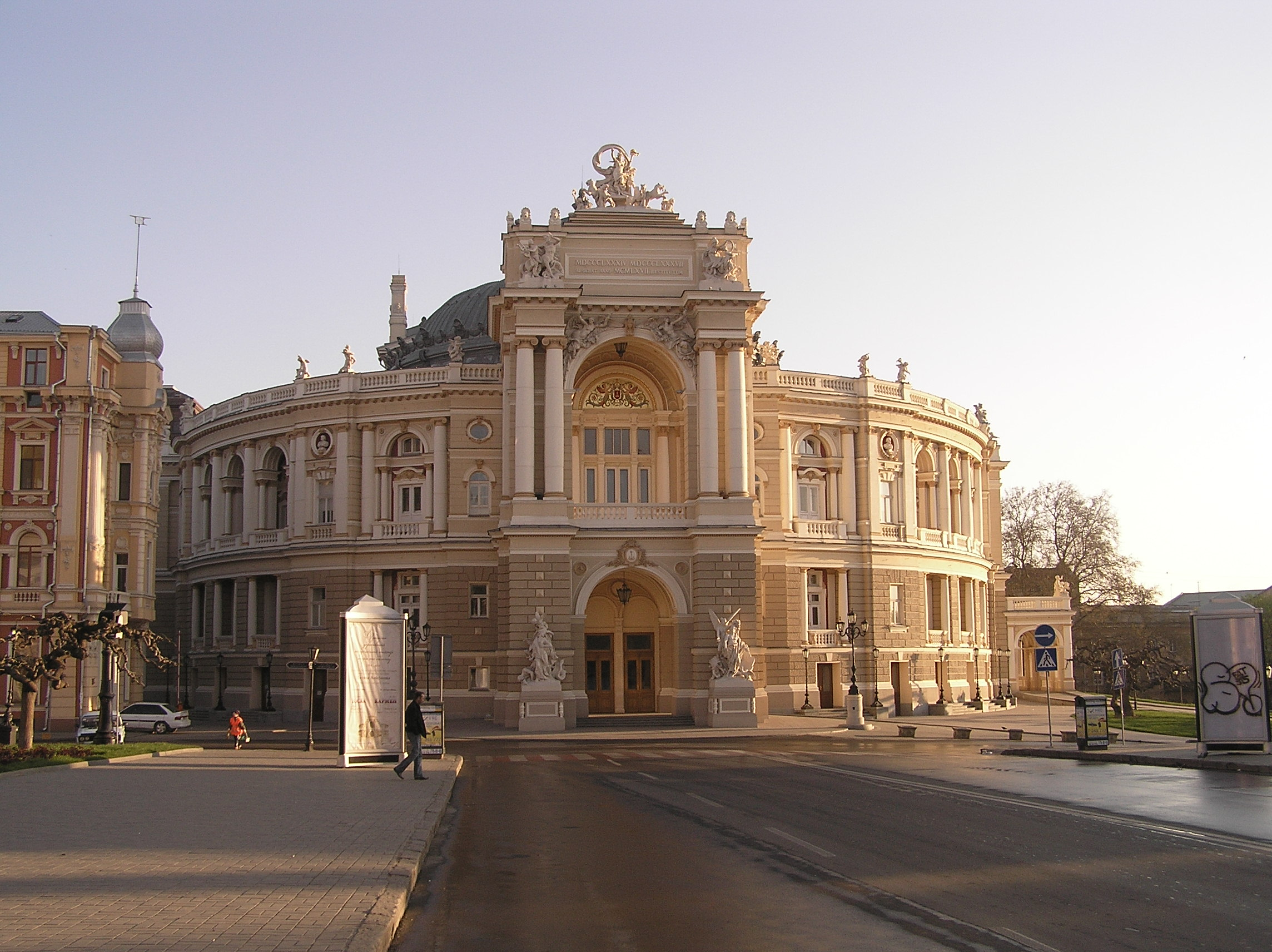
Театр опери та балету

- Teatrul de Stat (як «Szigligeti Színhzáz/Stadttheater», 1900)

Оттенсгайм під Лінцом:
- Замковий Театр (нім. Schlosstheater), 1902; закритий у 30-х роках, збереглися тільки залишки

Прага:
- Státní Opera (як «Neues Deutsches Theater», 1887)

Равенсбурґ:
- Концертхаус (нім. Konzerthaus), 1897

Рієка:
- Хорватський національний театр імені Івана Зайца (Hrvatsko Narodno Kazaliste «Ivan Zajc» як міський театр, 1885)

Сеґед:
- Nemzeti Színház (1883)

Софія:
- Болгарський Національний Театр, 1906

Тата:
- Замковий Театр (нім. Schloßtheater), 1889, знесений 1913

Тімішоара:
- Teatrul National (як «Ferenc József szinház/Stadttheater», 1875; пізніше сильно перебудовано)

Торунь (місто): Teatr im. Wilama Horzycy (як «Міський Театр», 1904)
Гамбурґ:
- Німецький драматичний театр, (Deutsches Schauspielhaus), 1900

Фюрт:
- «Міський Театр» (нім. Stadttheater), 1902

Цешин:
- Teatr im. Adama Mickiewicza (як «Німецький Театр», 1910)

Цюрих:
- Будинок опери (нім. Opernhaus), як «Міський театр», 1891
- Тонхалле (нім. Tonhalle), 1895, сьогодні — частина (нім. Kongresshaus), ззовні цілком перебудовано

Чернівці:

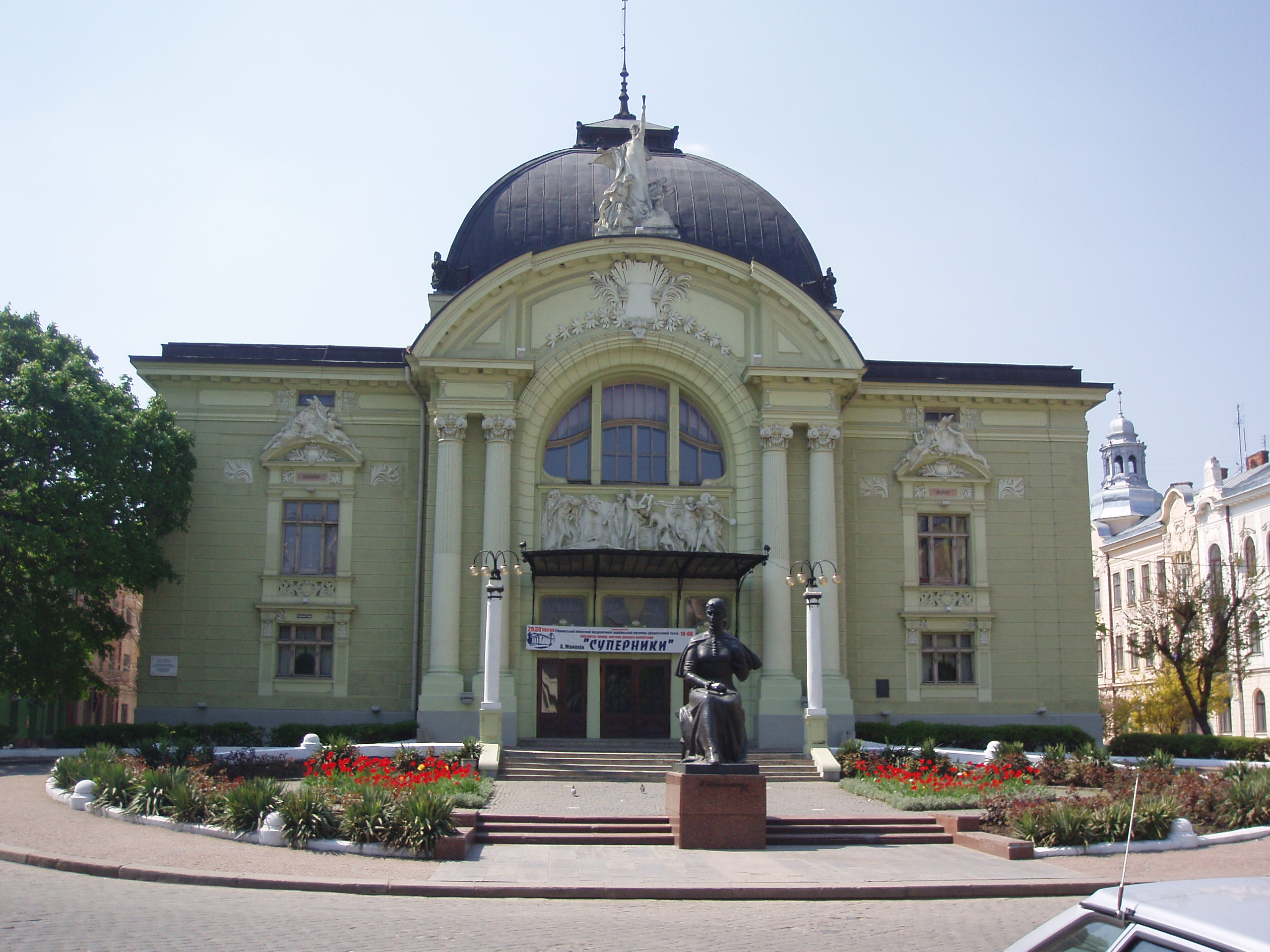
Чернівецький український музично-драматичний театр імені Ольги Кобилянської

- Театр ім. Ольги Кобилянської, як «Міський театр» (нім. "Stadttheater"), 1905

Яблонець-над-Нісою:
- Mestské divadlo (1907)

Ясси:
- Teatrul National «Vasile Alecsandri» (1896)

## Інші проєкти
Відень:

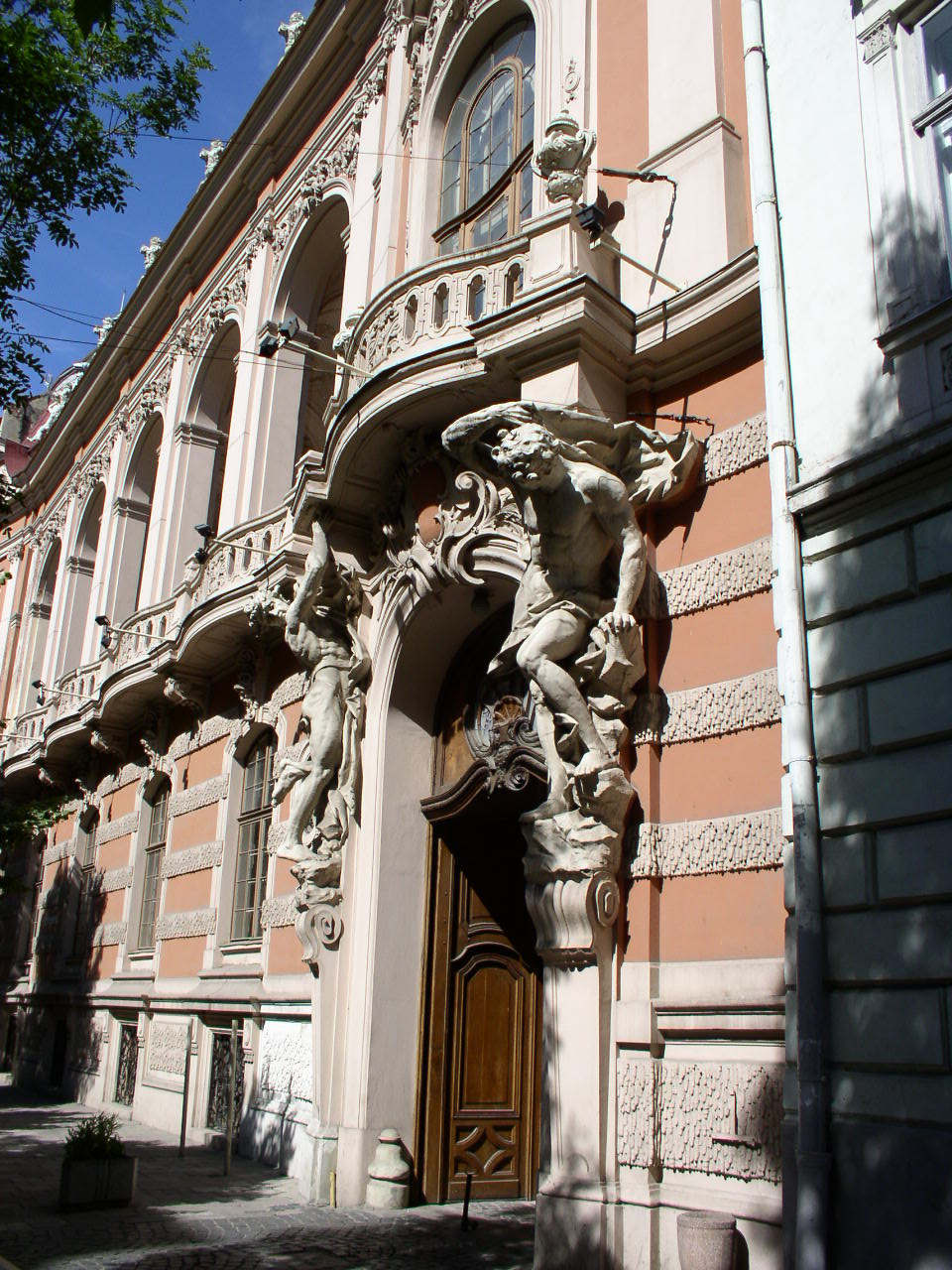
Будинок вчених (Львів)

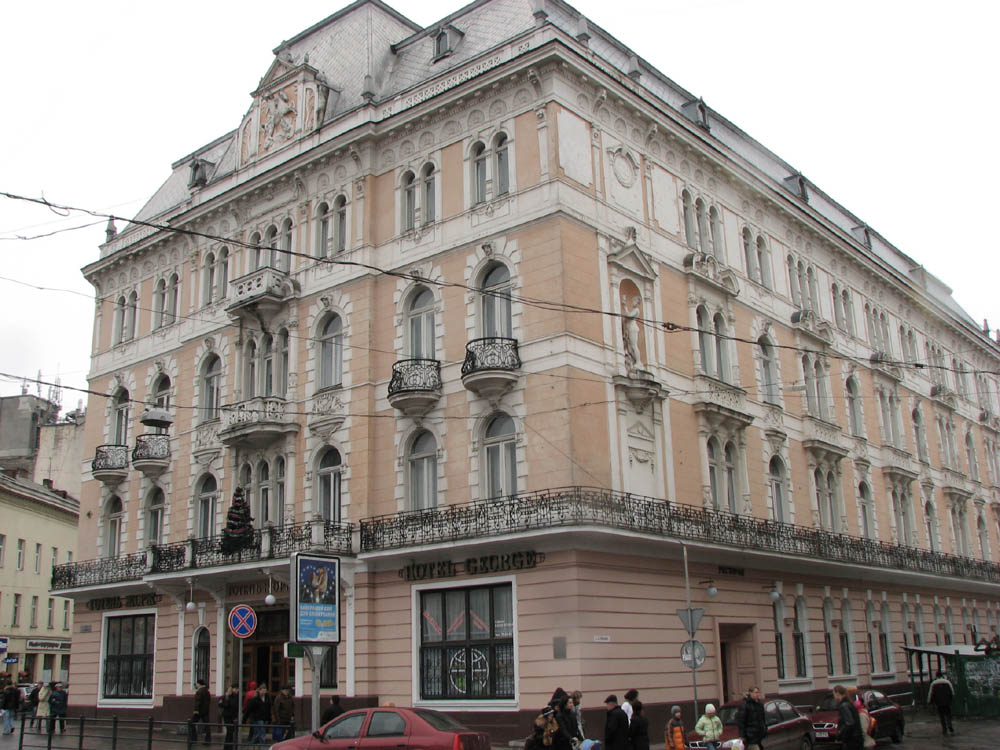
Готель «Жорж» у Львові.

Вигляд пасажу Гартенбергів у Станиславові до Першої світової війни.

- Обсерваторія Головного Університету
- Міський палац (нім. Stadtpalais), на Prinz-Eugen-Straße 40, з 1916 — посольство Османської імперії у Відні
- Торговельний дім Ґернґросс (нім. Warenhaus Gerngroß)
- Семінарський готель «Шпрінґер-Шльоссль» (нім. Springer-Schlössl)
- Тонет-хаус «Залізний дім» (нім. Thonet-Haus "Eisernes Haus"), на Kärntner Straße 12
- Торговельний дім «Ротбеґер» (нім. Warenhaus Rothberger), колишня площа Stephansplatz 9 та 11
- Палац «Адольф Ріттер фон Шенк» (нім. Palais Adolf Ritter von Schenk), посольство Іспанії, Відень
- Палац «Ротшильд» (нім. Palais Rothschild), на Prinz-Eugen-Staße 26, Відень
- Багатоквартирний будинок на Baungasse 5, Відень
- Багатоквартирний будинок на Landstraßer Hauptstraße 46, фасад
- Палац «Шнаппер-Вайсвайлер» (нім. Palais Schnapper-Weisweiler), Відень, Salesianergasse 3a
- Reisnerstraße 50, Відень, Палац Сейбель (нім. Palais Seybel)
- численні багатоквартирні будинки (зокрема, на вулицях Webgasse 24, Währinger Straße 15, Schottengasse 7, Margaretenhof у 5 районі)
- численні вілли та замки (зокрема мислисвські замки барона Ротшільда у Langau, Steinbach та Unterleiten, вілла Stifft у Відні/Hohe Warte, вілла Schwarzenbach у Rüschlikon/Цюрих, вілла Böhler у Kapfenberg)

Карлові Вари:
- Колонади паркових джерел (нім. Parkquellenkolonnaden), 1900
- Рієка: Палац «Modello», 1885
- Ґрандготель «Пупп» (нім. Grandhotel Pupp), 1913
- 1-а Ванна — кайзерівська (нім. Bad I – Kaiserbad), 1895

Інші міста:
- Бад Фьослау (нім. Bad Vöslau): Замок «Шлумберґер» (нім. Schlumberger-Schloss)
- Ґрац: Торговельний дім Kastner & Öhler
- Ґрац: Деякі будинки на Herrengasse
- Лізінґ (нім. Liesing), тепер 23-й район Відня: Ратуша (нім. Liesinger Rathaus)
- Пльзень: «Шнееберґготель» (нім. Schneeberghotel)
- Жінкови (чеськ. Žinkovy): Замок Žinkovy
- Шнееберґ: Гірський готель (нім. Berghaus Hochschneeberg)
- Земмерінґ: готель Панхас (нім. Hotel Panhans)
- Львів: готель «Жорж», споруджений у 1899—1900 роках. Проєкт модифікований Іваном Левинським і Юліушем Цибульським.[2] Будинок вчених, колишнє Національне казино, 1897—1898 роки.[3] У 1897—1898 роках за проєктом бюро споруджено будинок філії Австро-угорського банку на нинішній вулиці Січових Стрільців.[4]
- Одеса: Картинна галерея М. М. Толстого (Фор-проєкт бюро Фельнер і Гельмер, доробка проєкту арх. Г. К. Шеврембрандт), 1896—1897 рр.
- Івано-Франківськ: Пасаж Гартенбергів між кам'яницями на вулицях Незалежності, Галицькою і Сотника Мартинця. Проєкт 1903 року, будівництво тривало протягом червня-грудня 1904, спочатку під наглядом Генрика Густава Кошиця, пізніше Антонія Рудольфа Фляйшля. При спорудженні було задіяно архітекторів Яна Томаша Кудельського і Карела Боубліка.[5]
- Цешин: Ліцей Миколая Коперника (споруджував арх. Алойзи Єдек), 1879